# Frontignan
Frontignan je město v departmentu Hérault na jihu Francie.
Město je známé díky apelaci AOC Frontignan, ochrannému označení původu sladkých vín vyráběných z hroznů révy Muškát žlutý.

## Historie města
- 1362 založena pevnost
- 1560 Frontignan vypleněn protestanty
- 1642 dne 16. června se ve městě setkali francouzský král Ludvík XIII. a kardinál Richelieu.
- 1787 Budoucí prezident Spojených států Thomas Jefferson prý při svém pobytu ve Frontignanu ocenil zdejší sladké muškátové víno.
- 1944 25. června byly letouny 15. expediční operační skupiny USAF bombardovány ropná rafinerie, nádraží a části města, což si vyžádalo 40 obětí z řad civilistů.

## Vývoj počtu obyvatel

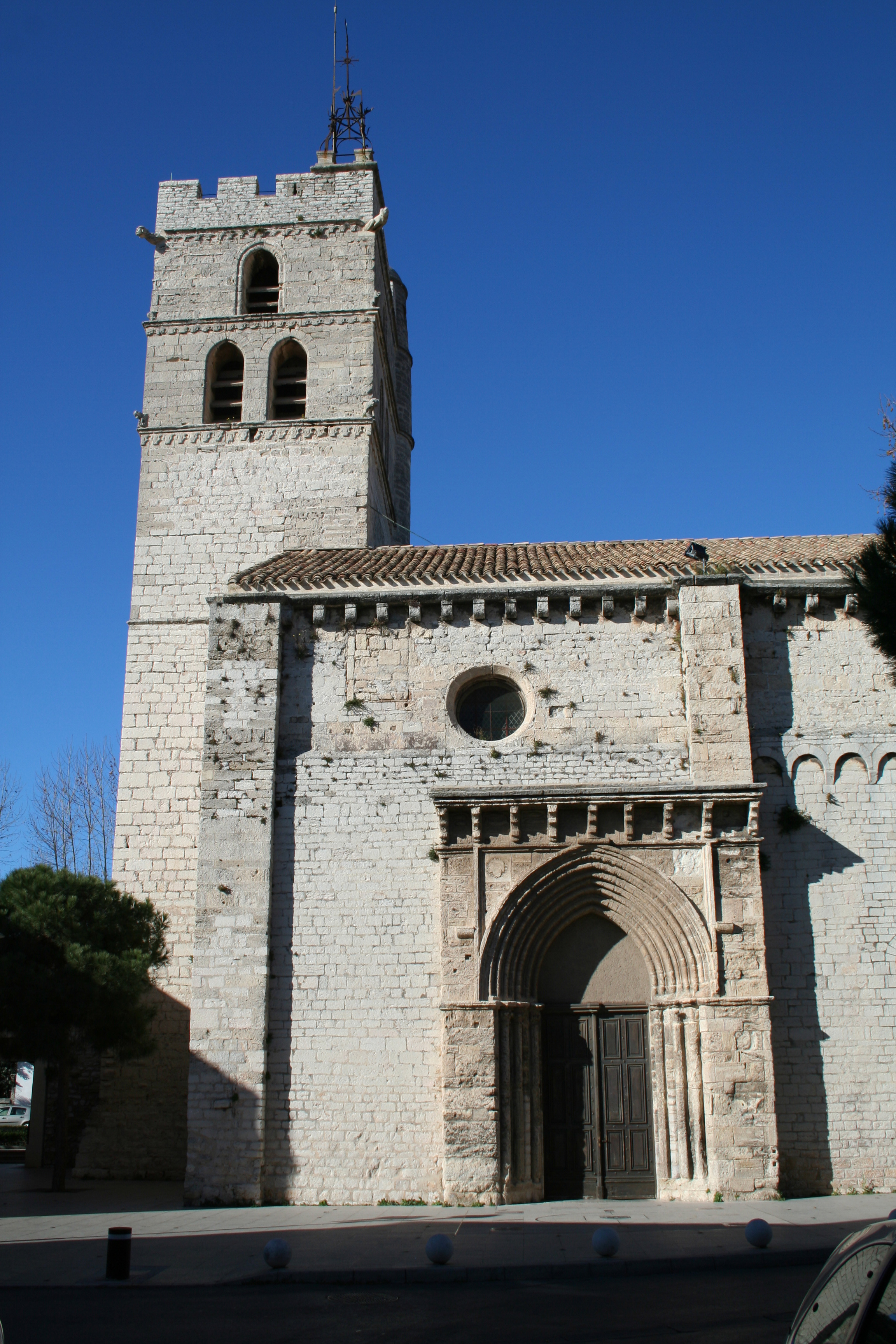
Sv. Paul

Počet obyvatel

## Partnerská města
- Gaeta
- Vizela